# Kasteel van Fenffe
Het Kasteel van Fenffe is een bouwwerk te Fenffe, nabij Ciergnon, dat in zijn huidige vorm dateert van eind 16e eeuw en het aanzien heeft van een versterkte hoeve. Het kasteel heeft een tuin en een terras dat uitkijkt op een waterpartij. In het park zijn een aantal oude eiken te vinden. Ook is er een kapel uit 1717.
Tussen het kasteel en de weg ligt een laag, langgerekt gebouw dat geflankeerd wordt door twee torens, waarvan de linkertoren dienstdoet als duiventoren.

## Bezitsgeschiedenis
Samen met het gehucht Hérock vormde Fenffe een heerlijkheid, waarvan het kasteel de zetel was. In 1317 was het in bezit van de familie de Fenffe. In het midden van de 14e eeuw kwam het door huwelijk in bezit van de familie De Waha. Op 3 februari 1580 werd het goed gekocht door Lambertine de Croÿ, gravin van Berlaymont en vrouwe van Hierges, welke het overdeed aan Charles de Poitiers, een edelman uit de omgeving van Luik. Op 26 juni 1643 kwam het aan Jacques de Rouvroy. Op het eind van de 18e eeuw werd het bezit van François-Joseph, die gouverneur was van het Graafschap Namen. Op 12 juni 1784 verkocht hij de heerlijkheid aan Théodore Delvaux, die arts was te Rochefort. De familie heet sindsdien: Delvaux de Fenffe. Het kasteel bleef in het bezit van de afstammelingen van Delvaux, totdat het domein in 1891 verkocht werd aan koning Leopold II van België, die het toevoegde aan het Koninklijk domein der Ardennen.
De laatste bewoners waren koning Albert II en koningin Paola. Zij verlieten het goed in 2014 omdat de kosten van huur en onderhoud niet meer waren te dragen.